# (4018) Bratislava
(4018) Bratislava est un astéroïde de la ceinture principale.

## Description
(4018) Bratislava est un astéroïde de la ceinture principale. Il fut découvert le 30 décembre 1980 à l'observatoire Kleť par Antonín Mrkos. Il fut nommé en honneur de Bratislava, le capital de la Slovaquie. Il présente une orbite caractérisée par un demi-grand axe de 2,58 UA, une excentricité de 0,17 et une inclinaison de 3,4° par rapport à l'écliptique.

## Compléments